# Казали дел Манко
Каза̀ли дел Ма̀нко (на италиански: Casali del Manco) е община в Южна Италия, провинция Козенца, регион Калабрия. Административен център на общината е село Казоле Бруцио (Casole Bruzio), което е разположено на 647 m надморска височина. Населението на общината е 10 003 души (към 2018 г.).
Общината е създадена в 1 януари 2017 г. Тя се състои от предшествуващите общини Казоле Бруцио, Педаче, Сера Педаче, Спецано Пиколо и Трента.